# Wasserbergfirst
Wasserbergfirst är en bergstopp i Schweiz.   Den ligger i distriktet Bezirk Schwyz och kantonen Schwyz, i den centrala delen av landet, 100 km öster om huvudstaden Bern. Toppen på Wasserbergfirst är 2 341 meter över havet, eller 365 meter över den omgivande terrängen. Bredden vid basen är 1,9 km.
Terrängen runt Wasserbergfirst är huvudsakligen bergig. Närmaste större samhälle är Schwyz, 13,6 km nordväst om Wasserbergfirst. 
Trakten runt Wasserbergfirst består i huvudsak av gräsmarker. Runt Wasserbergfirst är det glesbefolkat, med 11 invånare per kvadratkilometer.